# 川口市立飯塚小学校
川口市立飯塚小学校（かわぐちしりつ いいづかしょうがっこう）は、埼玉県川口市飯塚にある公立小学校。

## 沿革
- 1938年4月1日 - 川口市立仲町小学校を分離して川口市立第6尋常小学校として開校
- 1939年5月20日 - 開校記念日制定
- 1939年6月10日 - 川口市立第6青年学校を設置
- 1941年4月1日 - 川口市立第6国民学校に改称
- 1945年4月1日 - 川口市立飯塚国民学校に改称
- 1947年4月1日 - 川口市立飯塚小学校に改称
- 1949年5月20日 - 校章、校歌制定
- 1952年4月1日 - 学区変更により一部の生徒が川口市立飯仲小学校に移籍
- 1958年8月1日 - 学区変更により一部の生徒が川口市立舟戸小学校に移籍[1]

## 教育目標
「豊かな心をもち、自ら学ぶたくましく生きる児童の育成」
- かしこく
- やさしく
- たくましく[2]

## 通学区域
- 飯塚1丁目 - 全域
- 飯塚2丁目 - 全域
- 飯塚3丁目 - 全域
- 飯塚4丁目 - 全域
- 飯原町 - 一部
- 川口3丁目 - 一部[3]

## 卒業生
- 髙木伴 - 元プロ野球選手